# Shibata
Pour les articles homonymes, voir Shibata (homonymie).
Shibata (新発田市, Shibata-shi) est une ville située dans la préfecture de Niigata, sur l'île de Honshū, au Japon.

## Géographie

### Situation
Shibata est située dans le nord de la préfecture de Niigata. Elle jouxte la ville de Niigata au sud-ouest.

### Démographie
En mars 2021, la population de Shibata s'élevait à 95 762 habitants, répartis sur une superficie de 533,10 km2.

### Hydrographie
La ville est bordée par la mer du Japon au nord-ouest.

### Climat
La ville a un climat subtropical humide caractérisé par des étés chauds et humides et des hivers froids avec de fortes chutes de neige. La température moyenne annuelle à Shibata est de 13,0 °C. La pluviométrie annuelle moyenne est de 1 920 mm, septembre étant le mois le plus humide.

## Histoire
Shibata s'est développée durant l'époque Edo comme centre du domaine de Shibata. Le bourg moderne de Shibata a été créé le 1er avril 1889. Il obtient le statut de ville le 1er janvier 1947.

## Culture locale et patrimoine

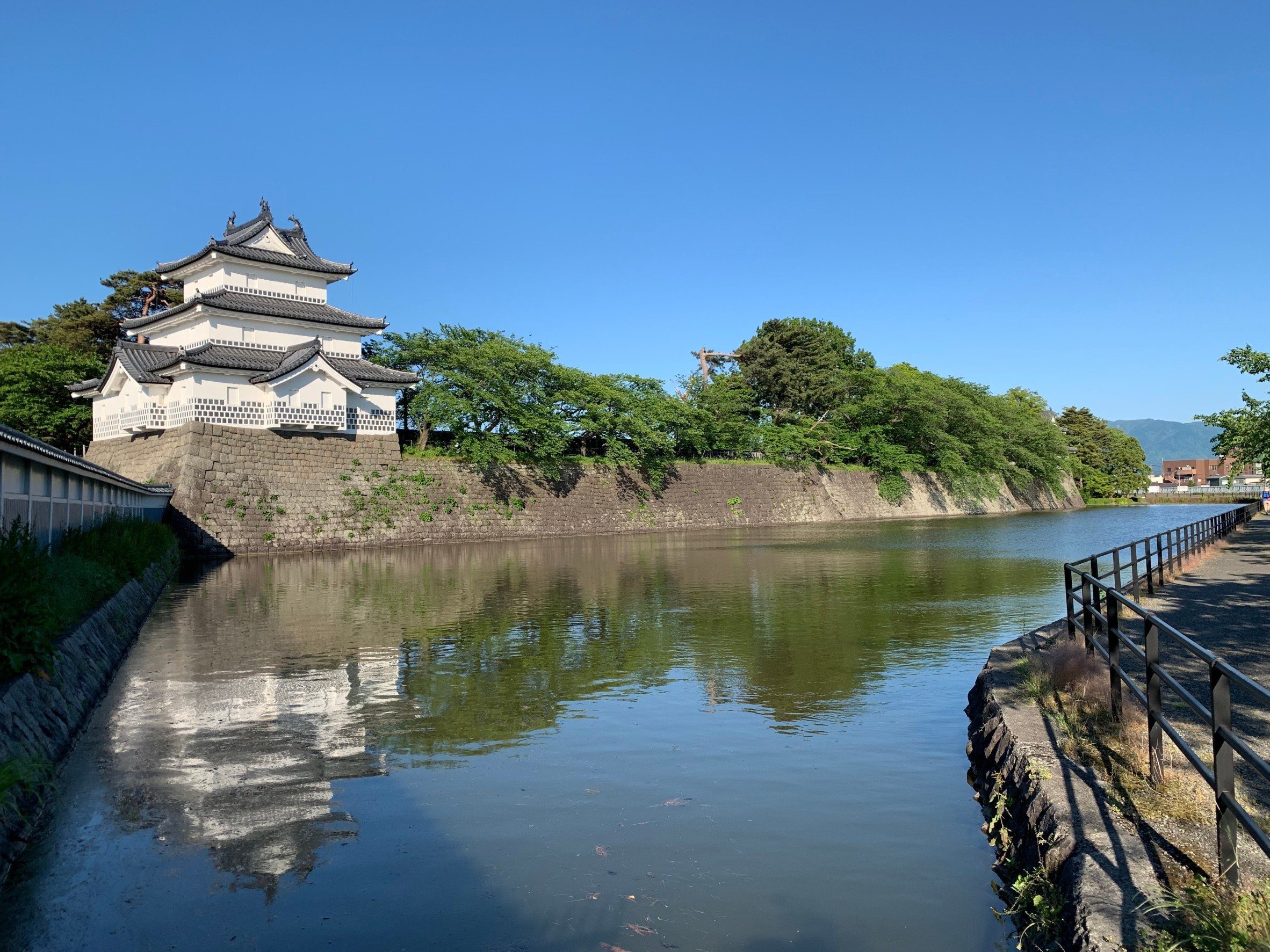
Le château de Shibata.

- Château de Shibata

## Transports
Shibata est desservie par les lignes Hakushin et Uetsu de la JR East. La gare de Shibata est la principale gare de la ville.

## Jumelage
Shibata est jumelée avec :
- Uijeongbu (Corée du Sud)
- St. James (États-Unis)
- Orange City (États-Unis)